# 2024年伊朗議會選舉
2024年伊朗议会选举第一輪選舉于2024年3月1日举行，並於5月10日舉行第二輪選舉，选举出伊朗伊斯兰共和国的第12届伊斯兰议会议员，本届议会也是自波斯立宪革命以来的第36届议会。此外2024年的伊朗專家會議選舉與议会選舉同時進行。

## 选举制度
伊斯兰议会共有290席议员，其中5席是宗教少数派保留席位，分配给琐罗亚斯德教、波斯猶太人、亚述人、亚美尼亚人 (2席)，其余285席地方直選席次從196個大或小選區直選而來。
在只有一個席次的小選區中，得票最高者當選，但必須獲得四分之一以上的選票；若無候選人得票數達到四分之一，則在兩位得票數最高的候選人間舉行第二輪選舉。
在有多個席次的大選區中，採用全票制，即選民的票數與該選區的席次數相同，得票數最高的幾名候選人當選，但必須获得四分之一以上選民投票；若还有剩余席次，則舉行第二輪選舉，第二輪選舉的候選人數目為空缺席次的兩倍，若参選人數不足兩倍，則全部未當選者參選。

## 候选人

### 候选資格
登记候选人必须通过宪法监护委员会审查才能成为正式候选人，其资格包括：
- 成為伊朗公民
- 成為伊斯蘭共和國的支持者，承諾忠於憲法
- 成為一名虔誠穆斯林（除非競選宗教少數代表）
- 沒有“臭名昭著的聲譽”
- 年齡在30至75歲之間，身體健康。

具体来说，如果候選人被认定有精神障礙、積極支持巴列维王朝或被視為非法的政黨和組織、被指控從事反政府活動、放棄伊斯蘭信仰、被判犯有腐敗、叛國、欺詐、賄賂、毒品罪，或被判違反伊斯蘭教法。此外，候選人必須識字，不能在巴列维政府中担任要职，不能是大地主、政府部長、宪法監護委員會和伊朗最高法院成員、總檢察長、一些公務員和宗教領袖、武裝部隊成員也被禁止競選公職。

### 审查结果
本次选举有48,847人进行预先登記，这是伊斯兰议会首次实施预先登記，最终有24,829人完成正式登记，然後由宪法監護委員會審查參選资格。经过審查后15,200人成为正式候选人，被取消候选資格的登记者大部分是改革派，这让选举仅是伊朗原则主义派中的溫和保守派與極端保守派之間的較量。许多改革派重要人士批评，甚至呼吁抵制选举，包括前总统哈桑·鲁哈尼与穆罕默德·哈塔米，哈塔米称伊朗「離自由和競爭性選舉還很遠」，鲁哈尼则呼籲進行“抗議投票”。

## 选举过程
第一輪和第二輪的候選人只有一週的時間公開競選，分別是2月22日至2月29日，和5月2日至2024年5月9日。第一輪投票於當地時間08:00在全國59,000個選區进行，最初預計持續10個小時，后来延長至午夜。2024年1月克尔曼爆炸事件後，伊朗內政部部署了25萬名安全人員，以確保選舉的進行。第二輪投票在22個選區進行，共有90名候選人竞争尚未选出的45個席位。

## 选举结果
由于大多數改革派人士被取消了投票資格，投票率再創1979年伊朗伊斯蘭革命以來的歷史新低，仅有40.64%，还有5%的無效選票。
| 政党或政党联盟                       | 政党或政党联盟     | 政党或政党联盟     | 政党或政党联盟           | 票数       | %     | 席数 |
| ------------------------------------ | ------------------ | ------------------ | ------------------------ | ---------- | ----- | ---- |
|                                      | 保守派             |                    | 伊斯蘭革命力量聯盟理事會 |            |       | 107  |
|                                      | 保守派             | 伊斯蘭革命人民聯盟 |                          |            | 79    |      |
|                                      | 保守派             | 團結理事會         |                          |            | 13    |      |
|                                      | 改革派             |                    | 人民之声                 |            |       | 45   |
|                                      | 獨立派             |                    | 獨立人士                 |            |       | 41   |
|                                      | 獨立派             | 宗教少数派代表     |                          |            | 5     |      |
| 总共                                 | 总共               | 总共               | 总共                     |            |       | 290  |
|                                      |                    |                    |                          |            |       |      |
| 总票数                               | 总票数             | 总票数             | 总票数                   | 24,861,542 | –     |      |
| 已登记选民／投票率                   | 已登记选民／投票率 | 已登记选民／投票率 | 已登记选民／投票率       | 61,172,298 | 40.64 |      |
| 资料来源：衛報（页面存档备份，存于） |                    |                    |                          |            |       |      |